# Isla Victoria (Canadá)
La isla Victoria (Inuinnaqtun: Kitlineq) es una gran isla en el archipiélago ártico canadiense que se extiende a ambos lados del límite entre Nunavut y los Territorios del Noroeste de Canadá. Es la octava isla más grande del mundo, y con 217 291 km² de superficie, es la segunda isla más grande de Canadá. Tiene casi el doble del tamaño de Terranova (111 390 km²) y es un poco más grande que la isla de Gran Bretaña (209 331 km²) pero más pequeña que Honshu (225 800 km²). El tercio occidental de la isla se encuentra en la región de Inuvik de los Territorios del Noroeste; el resto forma parte de la región de Kitikmeot de Nunavut.
El nombre de la isla hace honor a la Reina Victoria, quien fue soberana en Canadá desde 1867 hasta 1901. Las características geográficas que llevan el nombre de "Príncipe Alberto" llevan el nombre de su consorte, Alberto, Príncipe consorte.
Se ha dicho que la isla se asemeja a una hoja de arce estilizada, el principal símbolo canadiense.
La población de la isla era de 1707 habitantes en el año 2001 (1304 en la parte de Nunavut y 398 en los Territorios del Noroeste). La densidad de la isla es de 0.006 hab/km².

## Historia

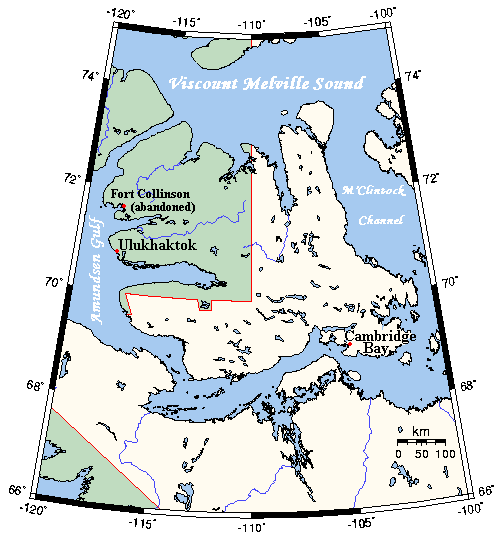
Primer mapa de la isla Victoria

En 1826, John Richardson vio la costa suroeste y la llamó "Wollaston Land". En 1839 Peter Warren Dease y Thomas Simpson siguieron su costa sureste y la llamaron "Tierra Victoria". Un mapa publicado por John Barrow en 1846 muestra un espacio en blanco completo desde estas dos tierras al norte hasta "Banks Land", que es la costa norte de la isla Banks. En 1851, John Rae trazó un mapa de toda la costa sur y conectó las dos "tierras". En 1850 y 1851, Robert McClure circunnavegó la mayor parte de la isla Banks, separándola así del resto de Victoria Land. Sus hombres también cartografiaron las costas noroeste y oeste de la isla Victoria. Uno de los hombres de Roald Amundsen, Godfred Hansen, trazó su costa este hasta el Cabo de Nansen en 1905, y en 1916 y 1917 Størker T. Storkerson, de la expedición de Vilhjalmur Stefansson al ártico canadiense, trazó su costa noreste, avistando la península de Storkerson.
En 2008, Clark Carter y Chris Bray se convirtieron en las primeras personas registradas en cruzar la isla Victoria. Su primer intento en la caminata de 1,000 km en 2005 fracasó, por lo que regresaron y completaron los 660 km restantes en 2008.

### Exploración
La búsqueda del paso del noroeste fue un gran desafío. La ruta se encuentra a 800 km al norte del círculo polar ártico y a menos de 1900 km del Polo Norte. Consiste en una serie de canales profundos que atraviesan el archipiélago ártico de Canadá y se extienden unos 1400 km de este a oeste, desde el norte de la isla de Baffin hasta el mar de Beaufort, por encima del estado estadounidense de Alaska. Llegar al Paso del Noroeste desde el Atlántico demanda un peligroso viaje a través de miles de icebergs gigantes, que pueden alcanzar los 90 metros de altura, a la deriva constantemente hacia el sur entre Groenlandia y la isla de Baffin. La salida hacia el Pacífico es igualmente difícil, ya que el casquete polar presiona la costa norte de Alaska, poco profunda, durante gran parte del año, y canaliza masas de hielo hacia el estrecho de Bering, entre Alaska y Siberia.
El Paso del Noroeste fue finalmente conquistado por mar en 1905, cuando el explorador noruego Roald Amundsen navegó con éxito la traicionera sección media del paso y emergió en el Mar de Beaufort. Amundsen y su tripulación habían zarpado en 1903 en el barco Gjøa. Completaron el arduo viaje de tres años en 1906, cuando llegaron a Nome, Alaska, tras haber invernado en la costa del Yukón. El primer tránsito en una sola temporada se logró en 1944, cuando el sargento Henry A. Larsen, de la Real Policía Montada de Canadá, lo hizo en una goleta.
La ruta sur del Paso del Noroeste pasa por la costa sur de la isla Victoria, mientras que la ruta norte pasa al norte de la isla Victoria atravesando el estrecho del Príncipe de Gales que la separa de la isla de Banks.

## Geografía

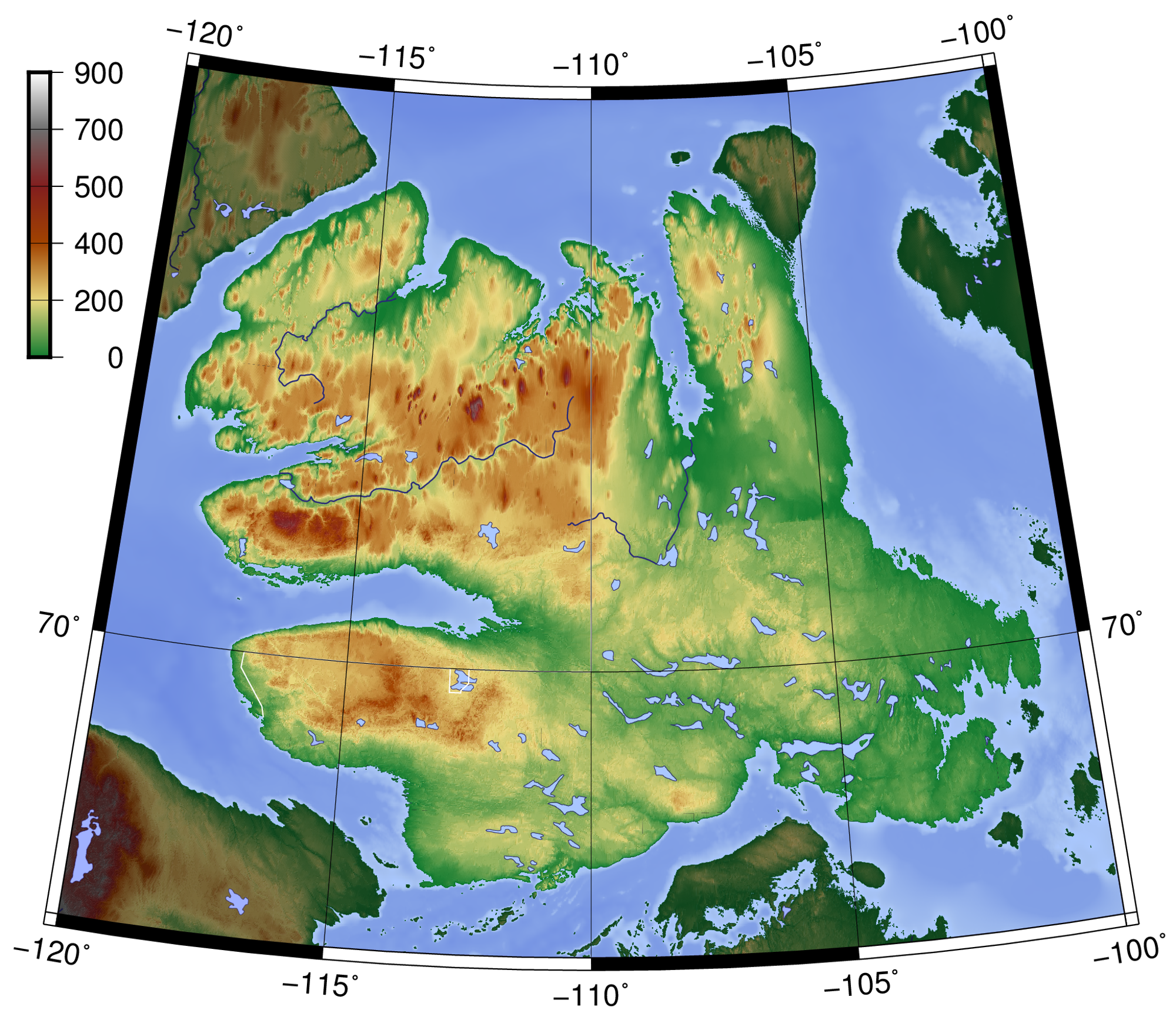
Topografía de la isla Victoria

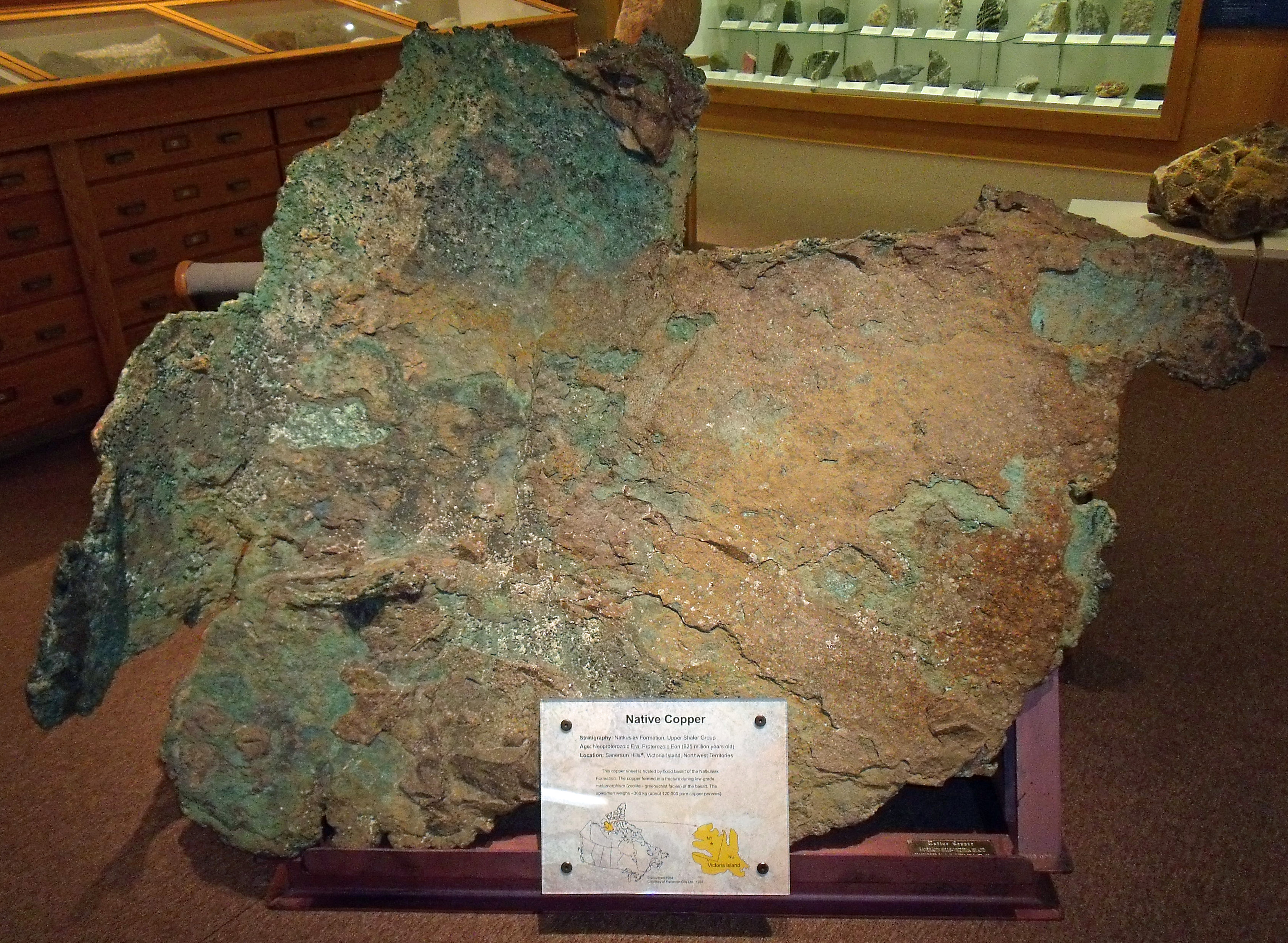
Gran espécimen de cobre nativo de Saneraum Hills, Isla Victoria

El seno del Vizconde Melville se encuentra al norte, y el Canal M'Clintock y estrecho de Victoria se encuentran sobre el este. En el oeste están el golfo de Amundsen y la isla de Banks que está separado de Victoria por un largo seno llamado Estrecho del Príncipe de Gales. Al sur (de oeste a este) se encuentran los estrechos de Dolphin y Union, la bahía de Austin, el Coronation Gulf y el estrecho de Dease.
Las vías navegables del sur, y a veces el Estrecho del Príncipe de Gales, forman parte del Paso del Noroeste en disputa que, según el Gobierno de Canadá, son Aguas Internas de Canadá, mientras que otras naciones afirman que son aguas territoriales o aguas internacionales.
La isla Victoria es una isla de penínsulas, con una costa muy marcada con muchas ensenadas. En el este, apuntando hacia el norte, está la península de Storkerson, mapa11 que termina con el canal Goldsmith, mapa12 el cuerpo de agua que separa Victoria de la isla Stefansson. map13 La península de Storkerson está separada de las áreas centro-norte de la isla por Hadley Bay, map14 es una ensenada importante. Otra amplia península se encuentra en el norte, la península del Príncipe Alberto. Esto termina en el Estrecho del Príncipe de Gales. En el sur, y apuntando hacia el oeste, está la península de Wollaston,map16 separada de las áreas centrales de la isla por el seno del Príncipe Albert.
El punto más alto de la isla Victoria es de 655 m (2149 pies) en el mapa de las montañas Shaler17 en la región centro-norte. Situado en el sureste, justo al norte de la bahía de Cambridge, se encuentra el mapa de Tahiryuaq (anteriormente Ferguson Lake) 18. Con una superficie de 562 km² (217 millas cuadradas), es el lago más grande de la isla.

## Flora y fauna

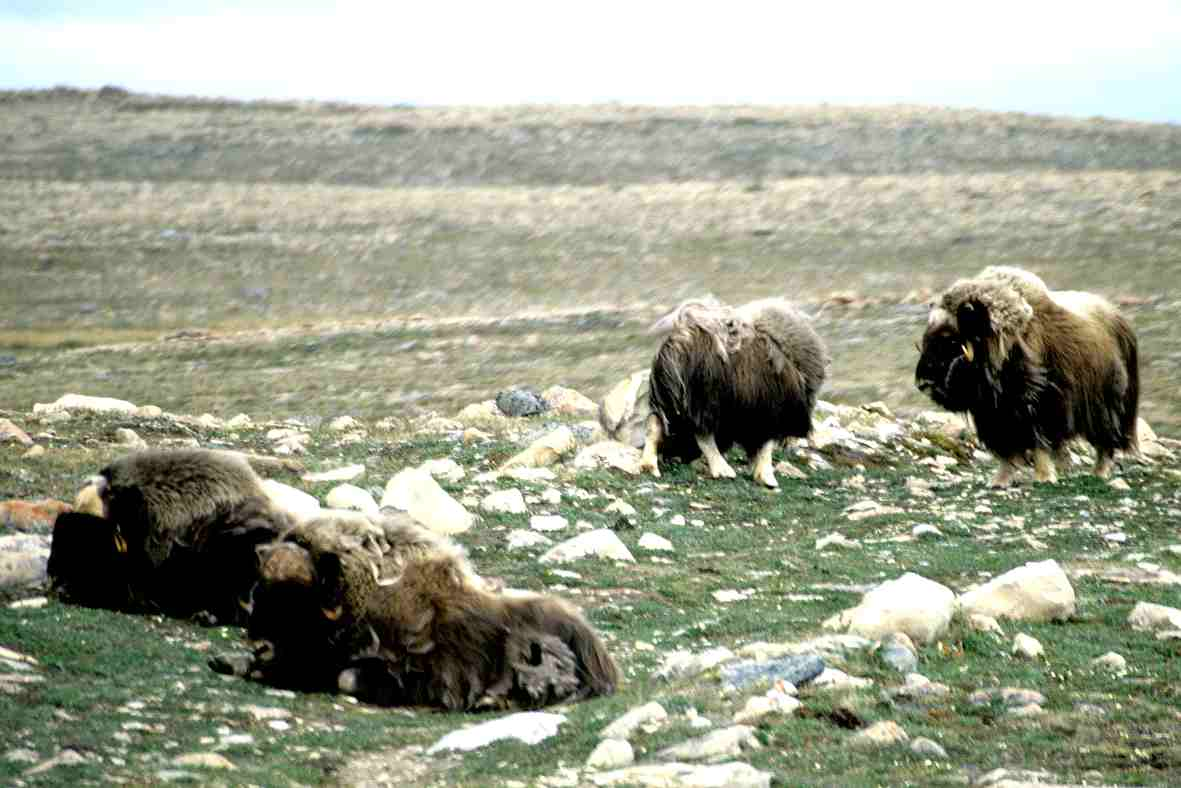
Bueyes almizcleros en Isla Victoria, Canadá

### Flora
En las regiones árticas de los Territorios del Noroeste, los patrones climáticos que incluyen temperaturas frías, una temporada de crecimiento corta y glaciación hace solo 10 000 años dan como resultado una menor diversidad. Las plantas y los árboles se han adaptado a un clima extremo y a una fina capa de suelo útil. Los sauces y los alisos son los arbustos más comunes. Los líquenes, que proporcionan alimento al caribú, se unen a musgos y brezos como el té de Labrador y plantas cargadas de bayas como los arándanos para proporcionar una densa cobertura vegetal en toda la región. Las flores abundan durante toda la temporada con las exhibiciones más prolíficas en la primavera y principios del verano con racimos de altramuces árticos, moss campion, mountain avens, fireweed, belleza de río, chícharos y flores gemelas.
Entre las especies de la flora local se cuentan: lupino ártico Lupinus arcticus, álamo temblón Populus tremuloides, bayas de los osos o kinnikinnick Arctostaphylos uva-ursi, cornejo rastrero Cornus canadensis, zarzamora de los pantanos Rubus chamaemorus L, lila Syringa vulgaris, arándano rojo Vaccinium vitis-idaea, diente de león taraxacum officinale, abedul blanco o abedul de las canoas Betula papyrifera,

### Fauna
El pequeño nivel de diversidad que se encuentra en los ecosistemas proporciona un hábitat para un número sorprendentemente diverso de aves y mamíferos. Los mamíferos van desde los grandes animales terrestres, incluidos el caribú de las tierras áridas y los bosques, los osos pardos y negros, los alces, y el buey almizclero, hasta las variedades más pequeñas de zorro rojo, glotón, lince, armiño, liebre ártica y ardilla de tierra ártica o sicsic. Las aves son abundantes, aunque las aves como zorzales, martines pescadores, petirrojos y otros pájaros cantores, y las aves terrestres como el urogallo y la perdiz blanca a veces son difíciles de detectar. Las grandes aves rapaces como el águila real y el águila calva, el águila pescadora, el azor, el halcón peregrino y el gerifalte se ven con mayor frecuencia entre las aves. Jaegers, cuervos, charranes árticos, gaviotas pasan tiempo sobre los ríos. Aves costeras, incluidos chorlitos, playeros y somorgujos, Los eiders y mergansers son evidentes en la mayoría de las regiones.
La manada de caribúes Dolphin-Union conocida localmente como Island Caribou es una población migratoria de caribú de tierra árida Rangifer tarandus groenlandicus, que ocupa la isla Victoria en el Alto Ártico de Canadá y el continente cercano. Son animales endémicos de Canadá. Migran a través del Estrecho del Delfín y Union desde sus campos de pastoreo de verano en la isla Victoria hasta su área de pastoreo de invierno en el continente de Nunavut-NWT. Es inusual que el caribú de América del Norte cruce estacionalmente el hielo marino y el único otro caribú que lo hace es el caribú de Peary, que son más pequeños en tamaño y población, y también se encuentran en la isla Victoria..
La isla Victoria contiene la isla más grande del mundo dentro de una isla dentro de una isla.

## Demografía
En el censo canadiense de 2021, la población de la isla era 2168 habitantes; 1760 en Nunavut y 408 en los Territorios del Noroeste. De los dos asentamientos en la isla, el más grande es Cambridge Bay, que se encuentra en la costa sureste y está en Nunavut. Ulukhaktok está en la costa oeste y en los Territorios del Noroeste. Los puestos comerciales, como Fort Collinson en la costa noroeste, han estado abandonados desde hace mucho tiempo.